# فرانک او. بریگس
فرانک او. بریگس (به انگلیسی: Frank Obadiah Briggs) سناتور سابق عضو حزب جمهوری‌خواه ایالات متحده آمریکا بود. وی در سال ۱۹۰۷ تا ۱۹۱۳ میلادی سناتور ایالت نیوجرسی در سنای ایالات متحده آمریکا بود.